# ريتشارد بينينو
ريتشارد بينينو (بالإنجليزية: Richard Benigno)‏ هو لاعب كرة قدم أمريكي، ولد في 20 مايو 1968 في دالاس في الولايات المتحدة. لعب مع نادي كارلسروه.

## وصلات خارجية
- ريتشارد بينينو على موقع قاعدة بيانات كرة القدم.إي يو (الإنجليزية)